# Dobovec pri Ponikvi
Dobovec pri Ponikvi (phát âm [dɔˈbɔːʋəts pɾi ˈpoːnikʋi] hoặc [dɔˈboːʋəts pɾi ˈpoːnikʋi]) là một khu định cư về phía đông bắc của Ponikva trong đô thị Šentjur, miền đông Slovenia. Khu định cư, cũng như toàn bộ đô thị này, được bao gồm trong vùng thống kê Savinja, mà nó nằm trong phân vùng Slovenia của Công quốc lịch sử Styria.

## Tên gọi
Tên gọi của khu định cư từng được đổi từ Dobovec thành Dobovec pri Ponikvi vào năm 1953.